# Zielonyj (rejon sudżański)
Zielonyj (ros. Зелёный) – chutor w zachodniej Rosji, w sielsowiecie porieczeńskim rejonu sudżańskiego w obwodzie kurskim.

## Geografia
Miejscowość położona jest w dorzeczu Sudży, 22 km od granicy z Ukrainą, 7 km od centrum administracyjnego sielsowietu porieczeńskiego (Czerkasskoje Poriecznoje), 20,5 km od centrum administracyjnego rejonu (Sudża), 70,5 km od Kurska.

## Demografia
W 2010 r. miejscowość zamieszkiwało 5 osób.